# Mina Carlson-Bredberg
Wilhelmina Carlson-Bredberg (ur. 2 września 1857 w Sztokholmie, zm. 9 czerwca 1943 tamże) – szwedzka malarka.

## Życiorys
Przyszła na świat w zamożnej rodzinie. Jej wujem był wydawca gazety i krytyk Lars Johan Hierta. Jako nastolatka pobierała prywatne lekcje malarstwa u Kerstin Cardon. Uczyła się również u Elisabeth Keyser.
W wieku dwudziestu lat została zmuszona do poślubienia przyjaciela rodziny Vilhelma Swalina. W latach małżeństwa zrezygnowała z kariery malarskiej. Podobnie było, gdy w 1895 wyszła za mąż za architekta Georga Carlsona.
W 1885, po rozstaniu z pierwszym mężem, wyjechała do Paryża i kontynuowała naukę malarstwa. Do 1887 studiowała w Académie Julian pod okiem Julesa Lefebvre'a i Gustave'a Boulangera. Zaprzyjaźniła się z Louise Catherine Breslau.
W 1890 wróciła do Sztokholmu. Uczyła się w szkole artystycznej założonej przez Elisabeth Keyser. Często podróżowała po Europie. Nawiązała relacje z postaciami angielskiego ruchu Arts and Crafts Movement. W 1893 wystawiała swoje prace w Pałacu Sztuk Pięknych w Chicago.
Jej prace pokazano w 2018 na wystawie Women in Paris 1850–1900 oraz na wystawie Przesilenie. Malarstwo Północy 1880–1910 w Muzeum Narodowym w Warszawie w latach 2022–2023.
Jej prace znajdują się w Nationalmuseum w Sztokholmie, Prins Eugens Waldemarsudde i Göteborgs konstmuseum.

## Galeria

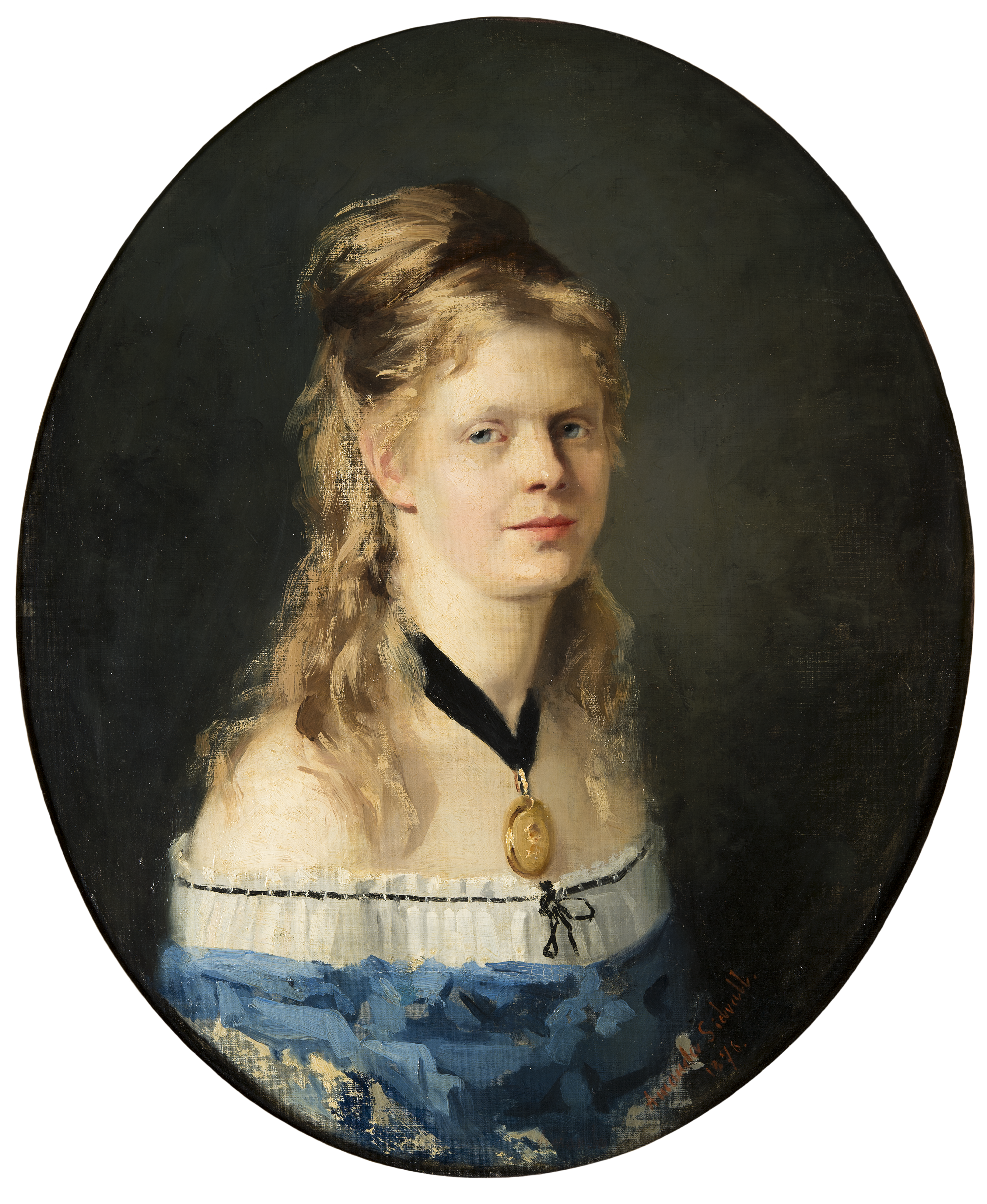
Amanda Sidwall, Portret Miny Carlson-Bredberg, 1876
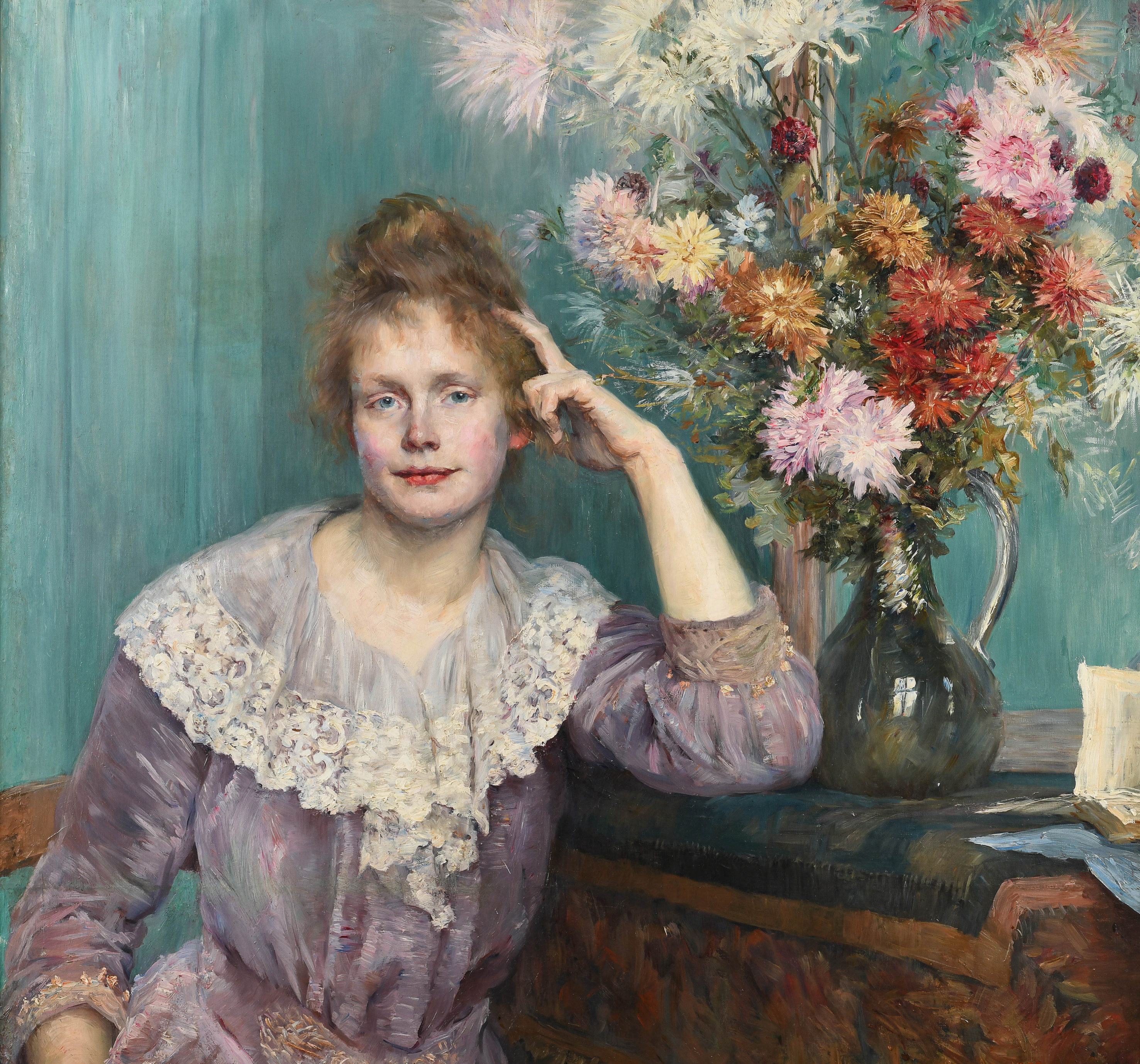
Louise Breslau, Młoda kobieta z chryzantemami – portret Wilhelminy Carlson-Bredberg, 1890
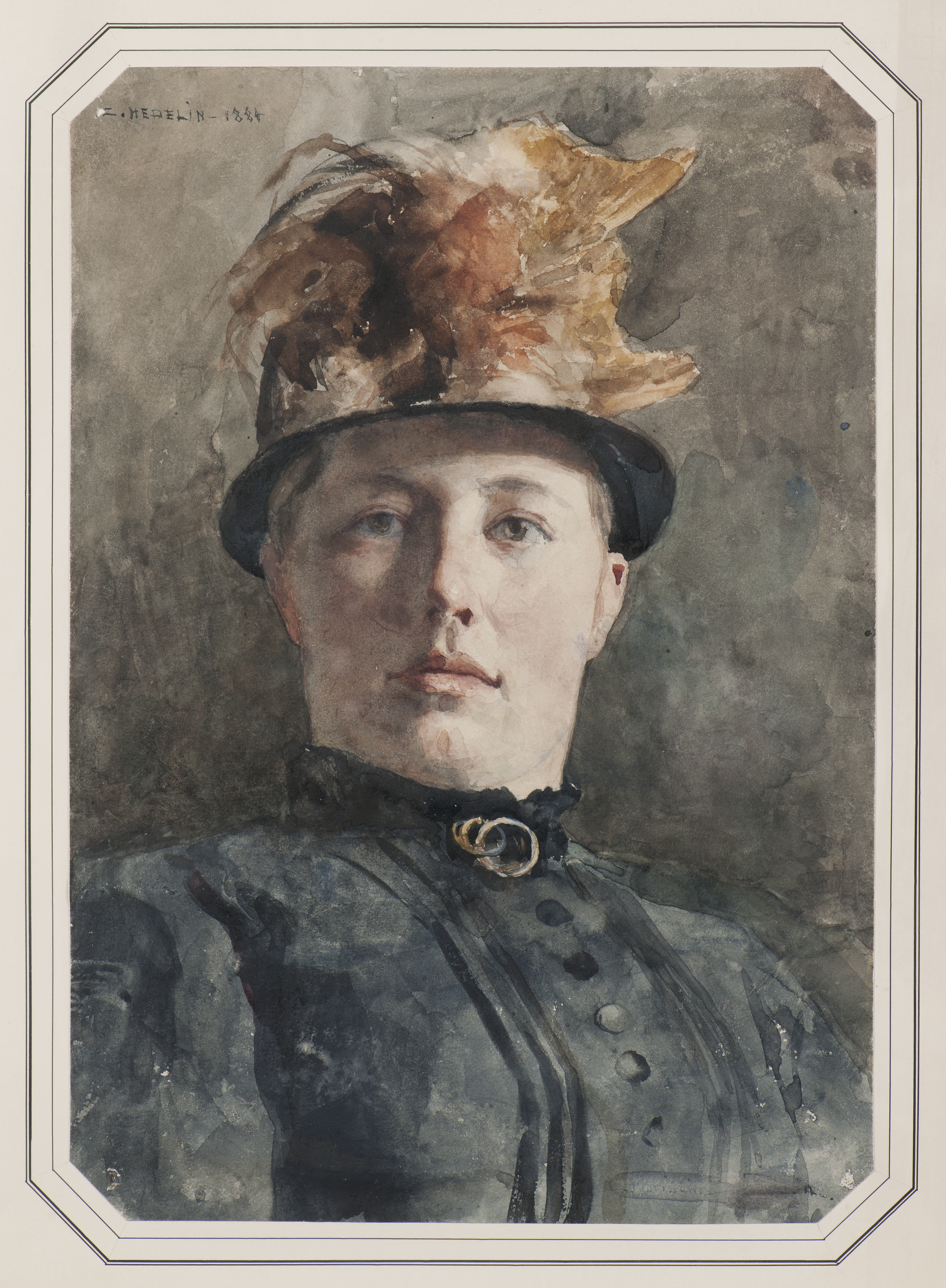
Carl Hedelin, Portrait of Mina Carlson-Bredberg
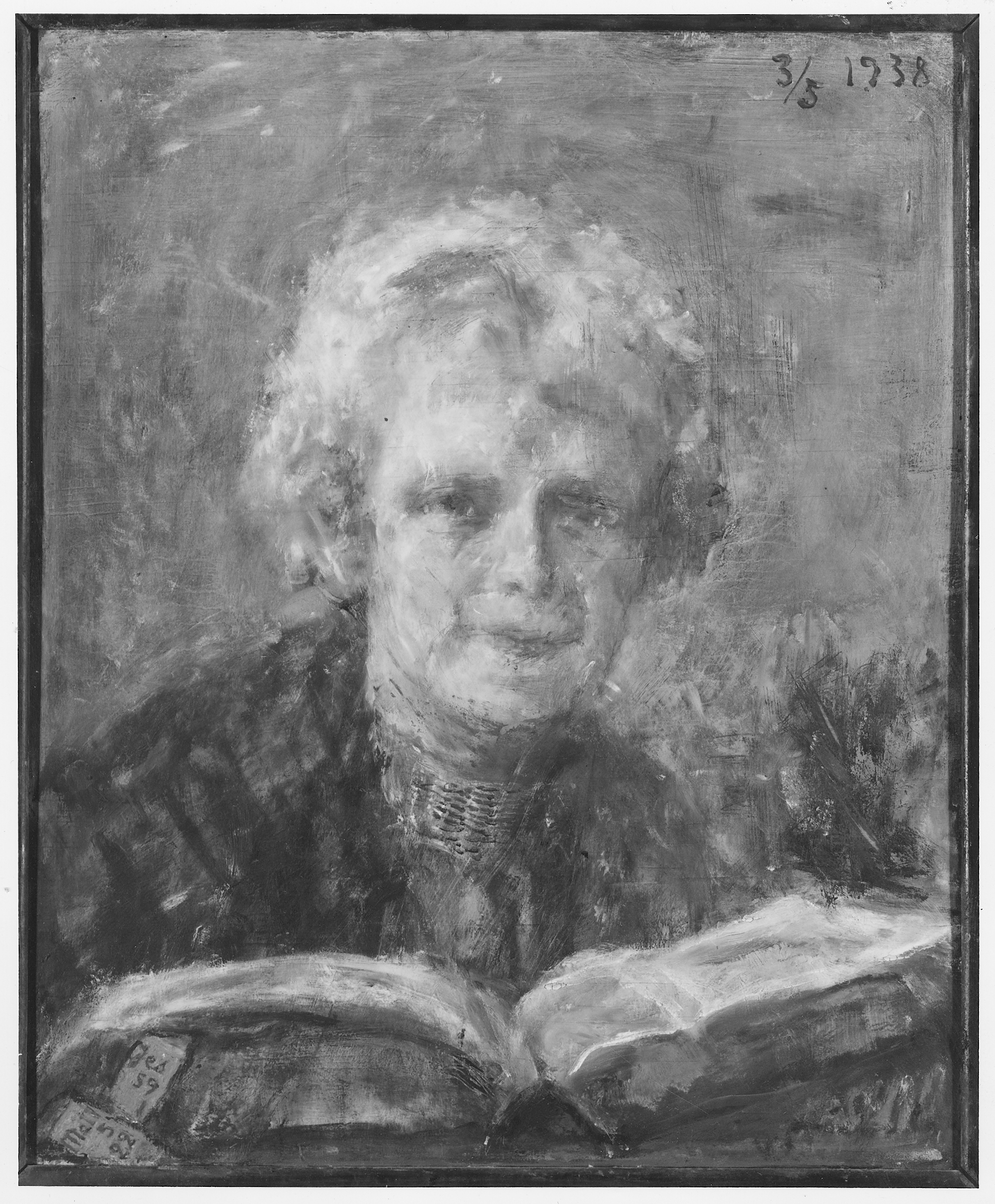
Mina Carlson-Bredberg, Autoportret, 1938
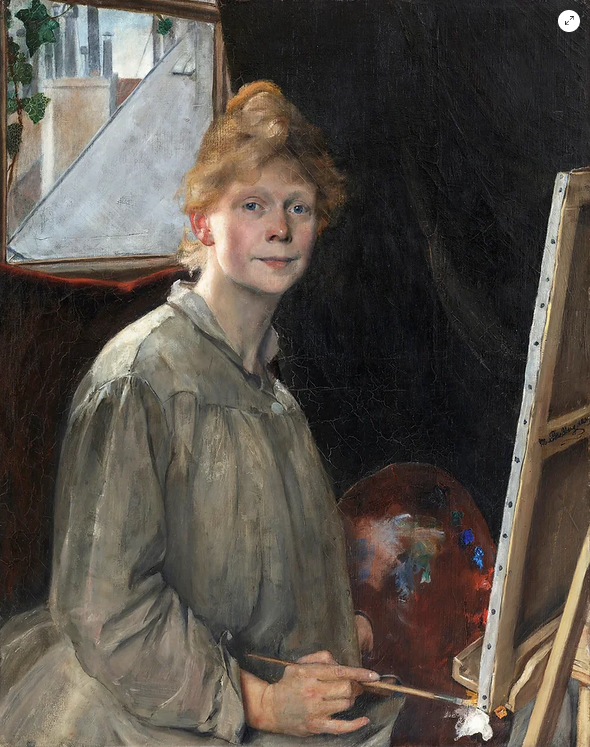
Mina Carlson-Bredberg, Autoportret, 1889
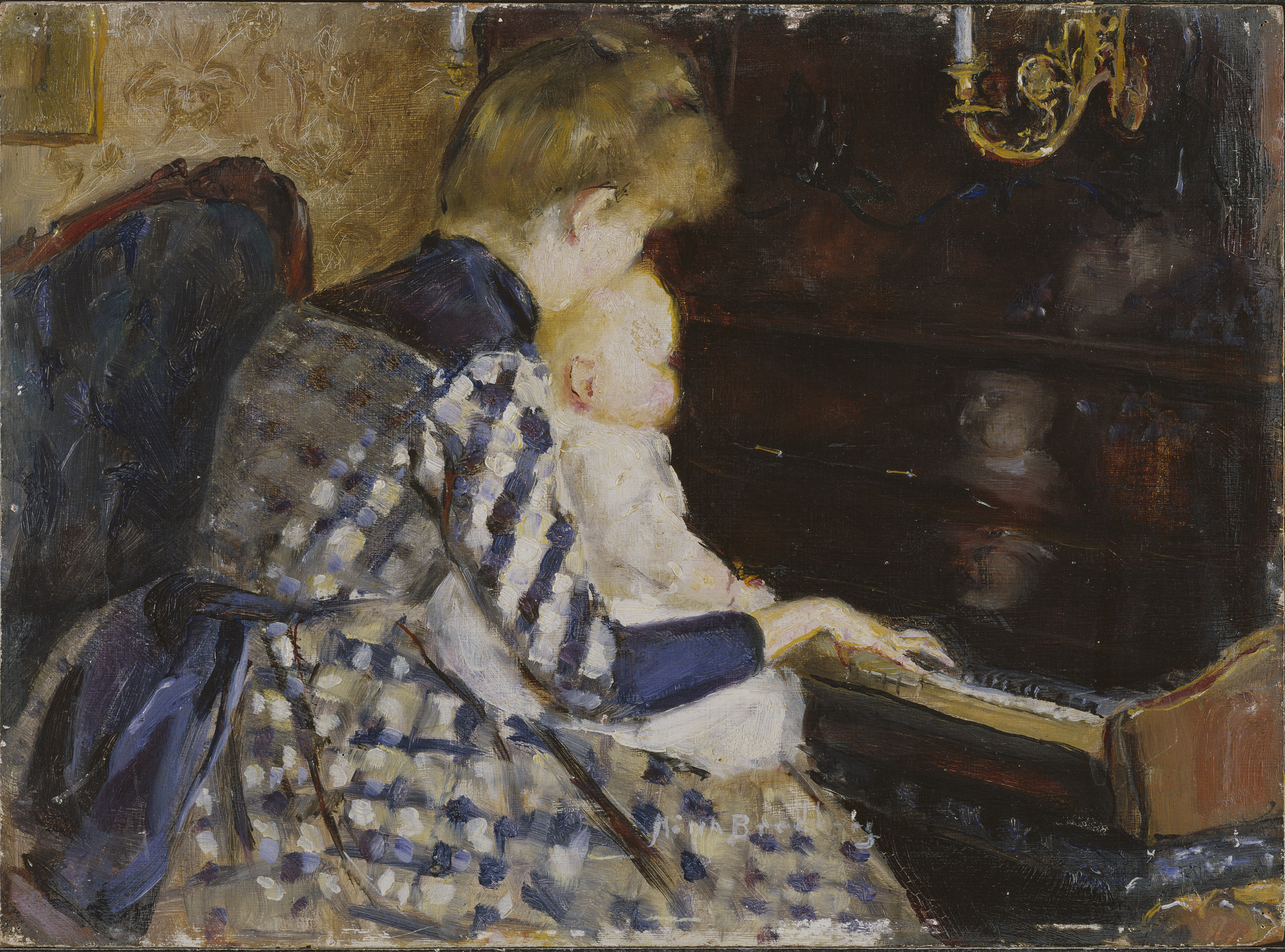
Mina Carlson-Bredberg, Przy fortepianie, 1890
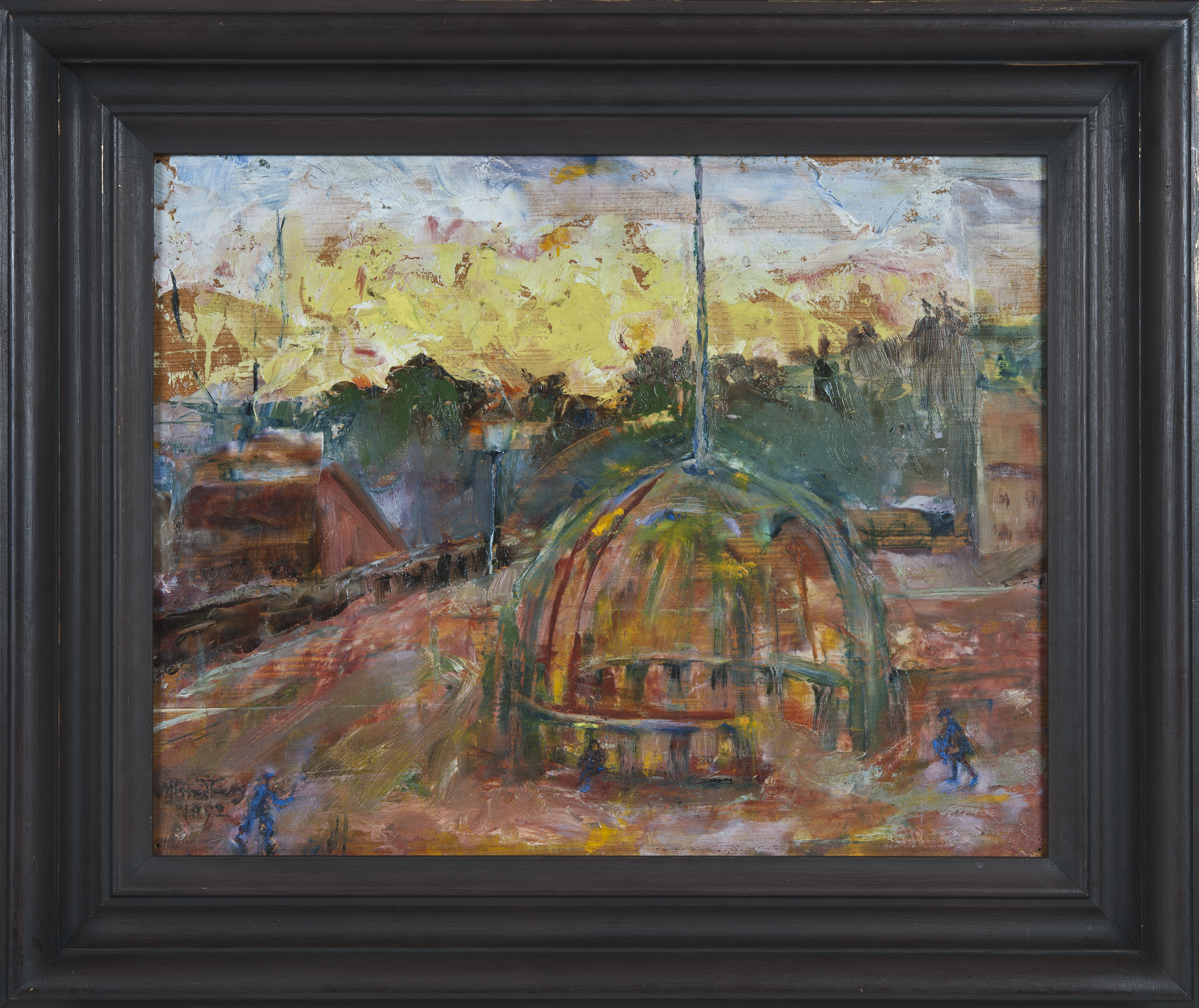
Mina Carlson-Bredberg, Zachód słońca w Södertälje, 1892
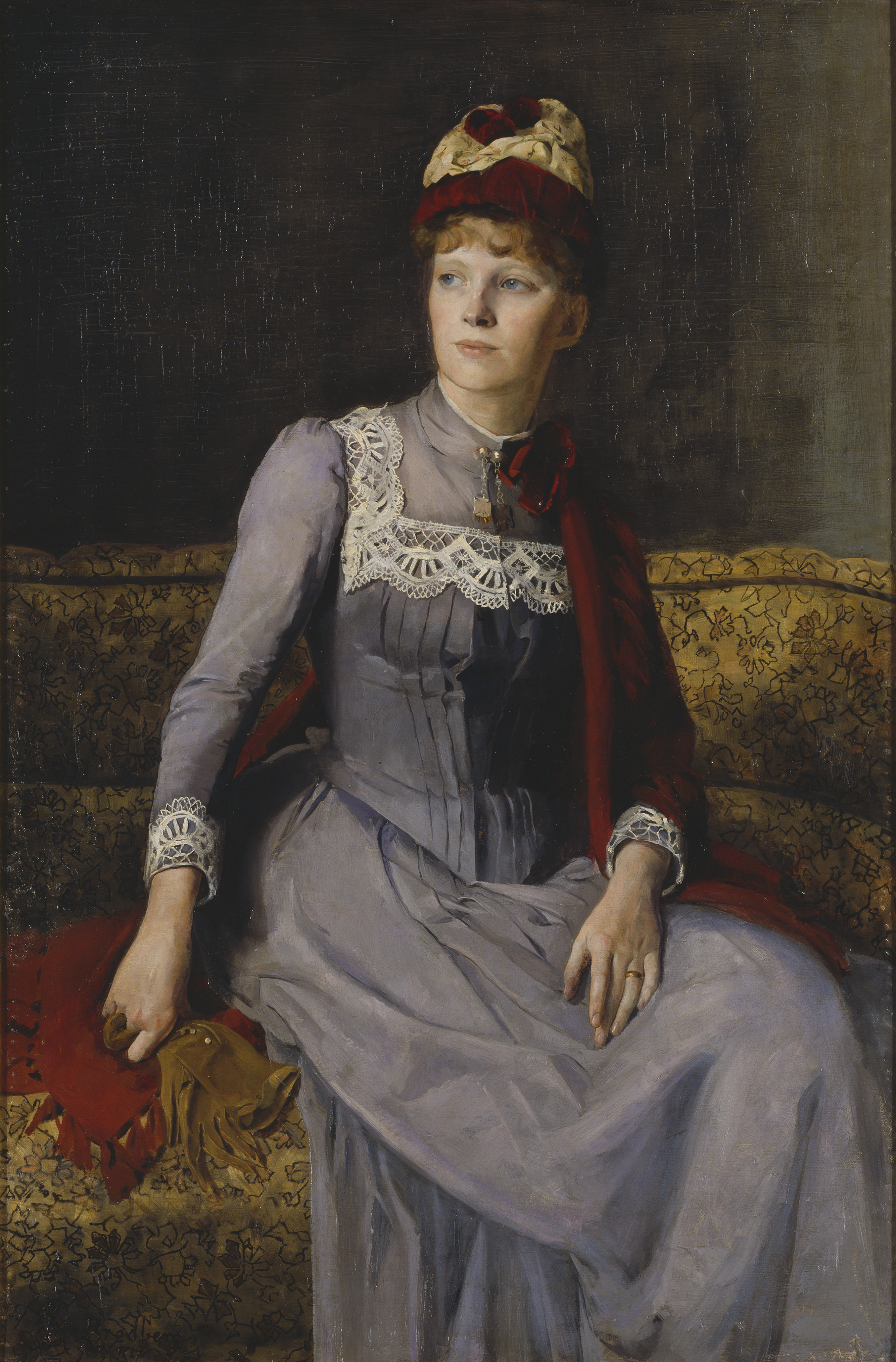
Mina Carlson-Bredberg, Portret Anny Flensburg, 1887